# تاتانتوتام
تاتانتوتام (به لاتین: Thattantotam) یک منطقهٔ مسکونی در سری‌لانکا است که در استان شمالی (سری‌لانکا) واقع شده‌است.